# Lacanobia obsolescens
Lacanobia obsolescens là một loài bướm đêm trong họ Noctuidae.